# Joseph Fields
Joseph Albert Fields (* 28. Februar 1895 in New York City; † 3. März 1966 in Beverly Hills, Kalifornien) war ein amerikanischer Drehbuchautor und Dramatiker.
Joseph Fields stammt aus einer jüdischen New Yorker Theaterfamilie. Er ist der Bruder von Dorothy Fields und Herbert Fields, die ebenfalls als Autoren bekannt wurden. Sein Vater Lew Fields war ein berühmter Vaudeville-Komödiant und Broadway-Produzent.
Joseph Fields arbeitete in den 1930er Jahren als Story- und Drehbuchautor in Hollywood. Einer seiner beruflichen Partner war der Autor Jerome Chodorov. Vornehmlich mit ihm war Fields seit Anfang der 1940er auch für den Broadway tätig. Es entstanden vor allem Komödien, beispielsweise das Stück My Sister Eileen von 1940. Es bildete die Grundlage für das 1953er Musical Wonderful Town, wofür Leonard Bernstein die Musik komponierte. Fields wurde u. a. im selben Jahr mit dem Tony Award in der Kategorie „Bestes Musical“ ausgezeichnet.

1944 führte Fields erstmals Regie in Arthur Millers erstem (missglückten) Schauspiel The Man Who Had All the Luck. Für das Musical Blondinen bevorzugt (Gentlemen Prefer Blondes, 1949) schrieb er zusammen mit Anita Loos das Buch. Für das 1958er Rodgers-und-Hammerstein-Musical Flower Drum Song, das 1961 unter dem Titel Mandelaugen und Lotosblüten verfilmt wurde, arbeitete er zusammen mit Oscar Hammerstein.

## Filmografie (Auswahl)
- 1958: Babys auf Bestellung (The Tunnel of Love)